# Dorfkirche Schäpe

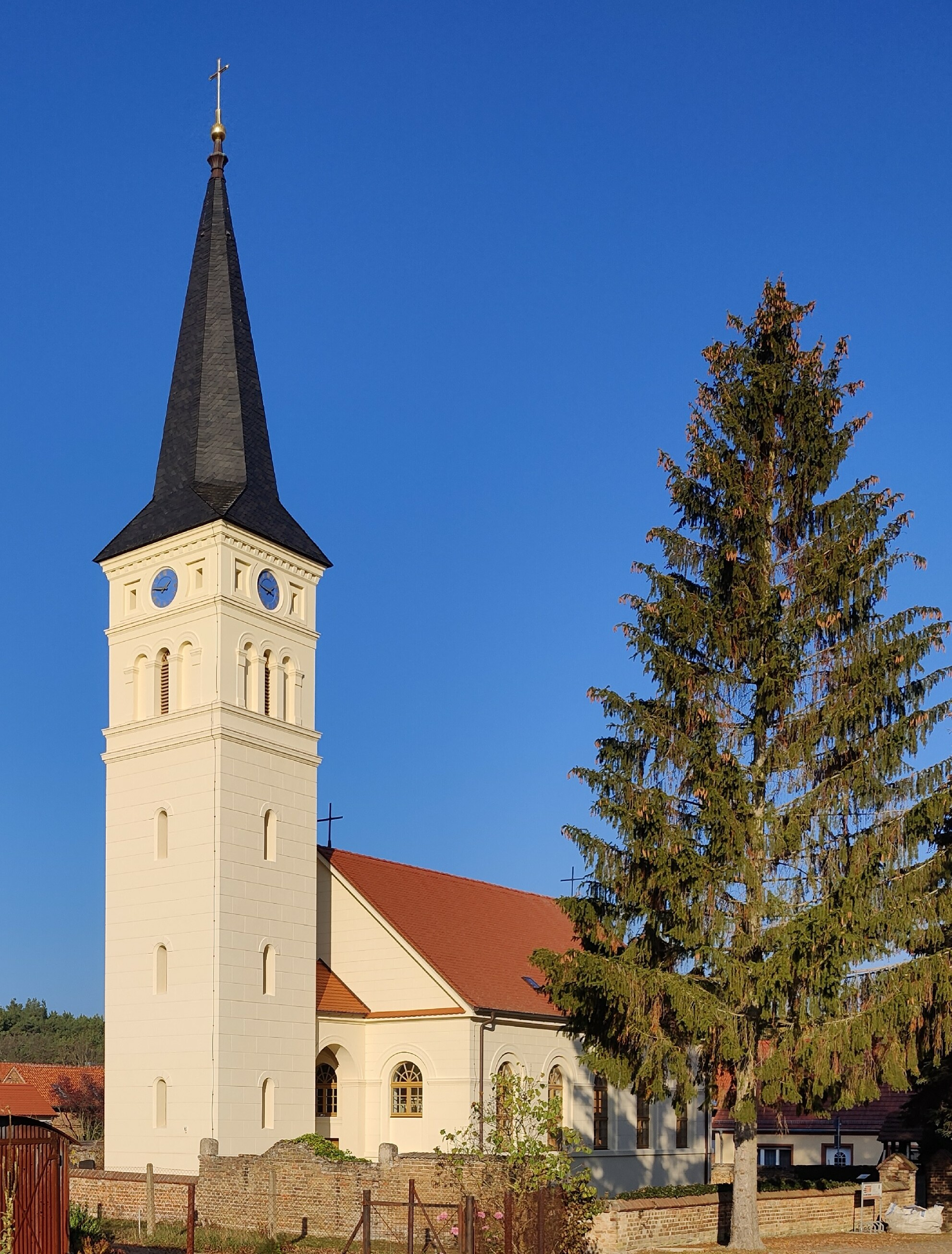
Dorfkirche Schäpe (2022)

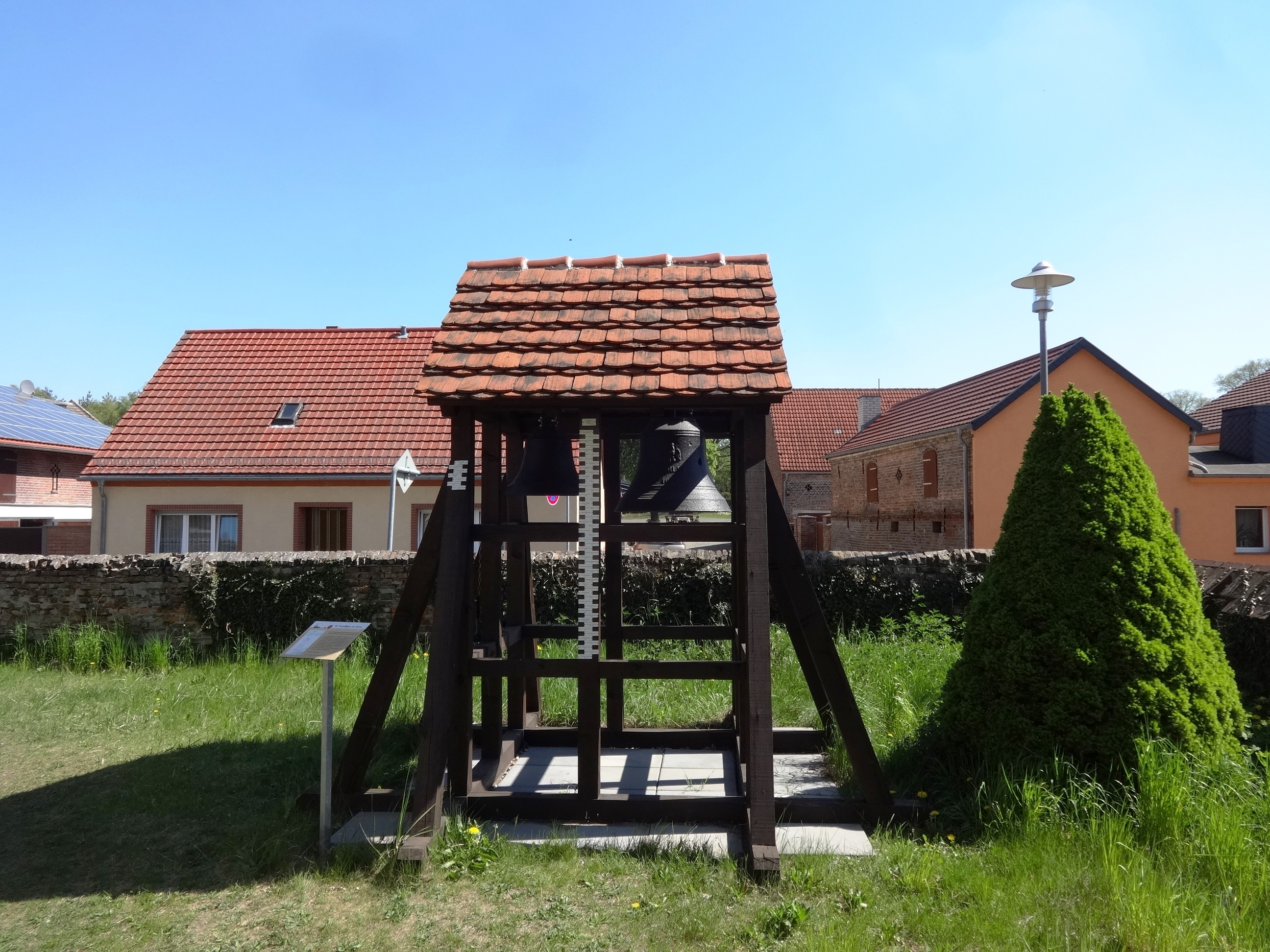
Glockenturm

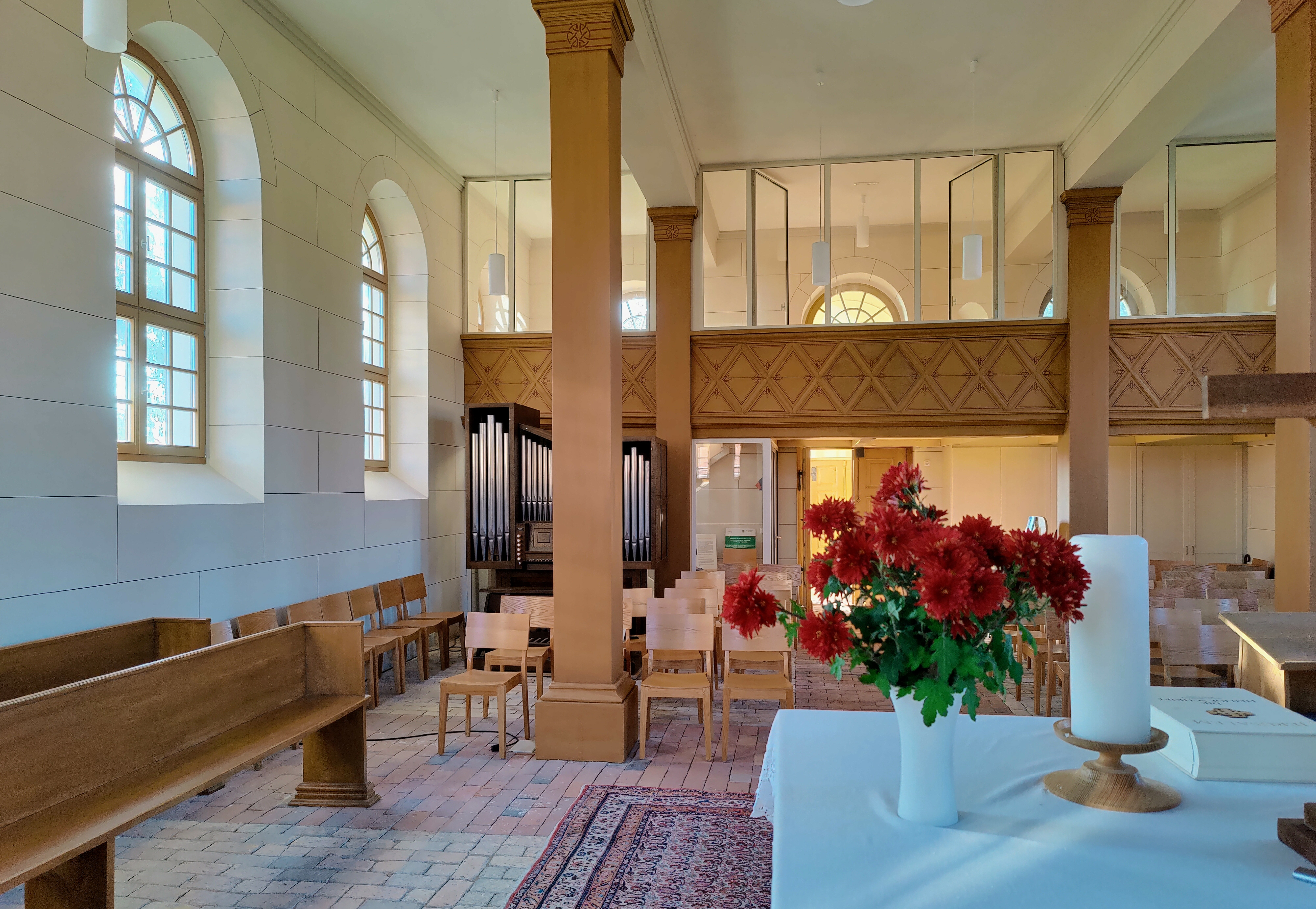
Innenraum, Blick nach Westen (2022)

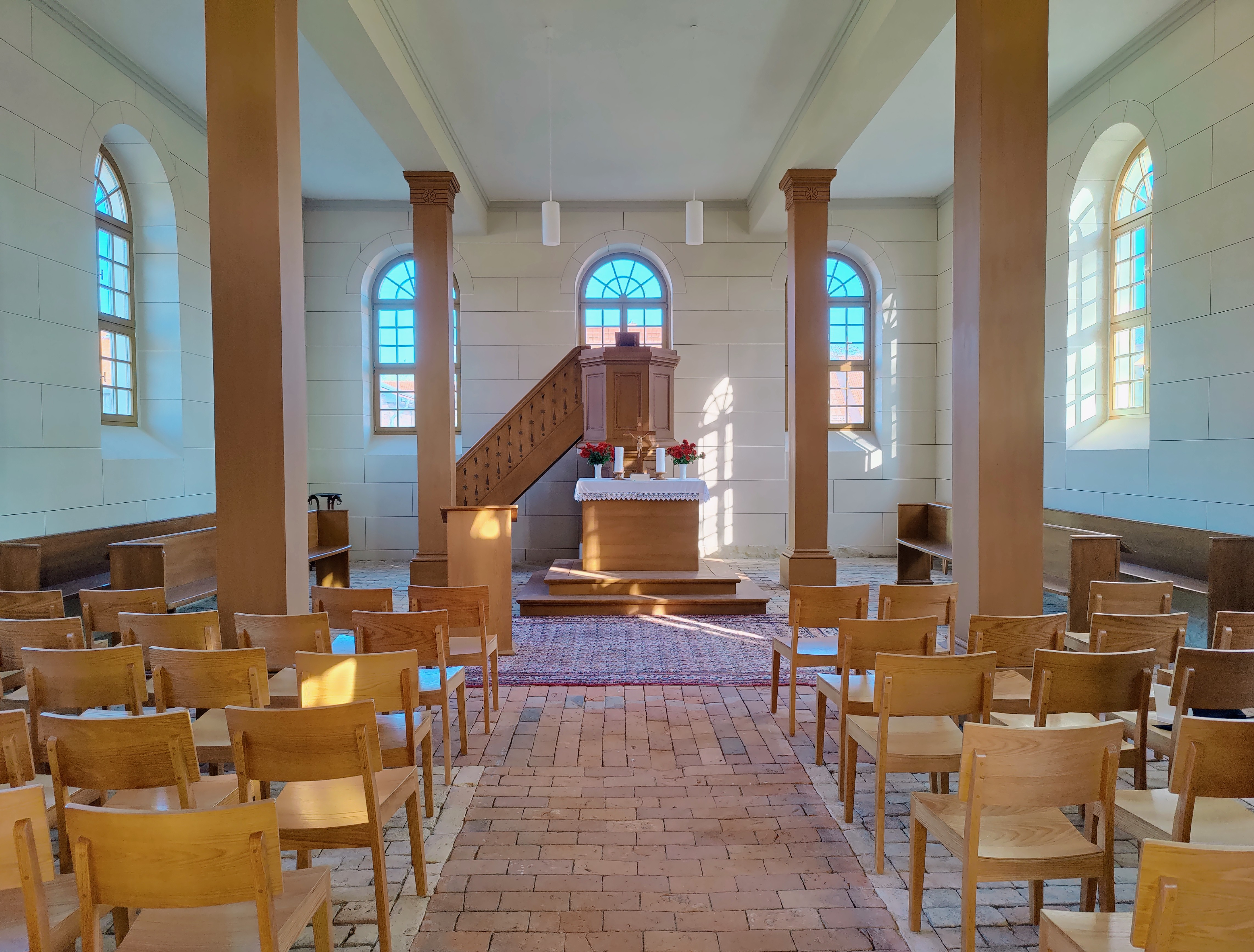
Innenraum, Blick nach Osten

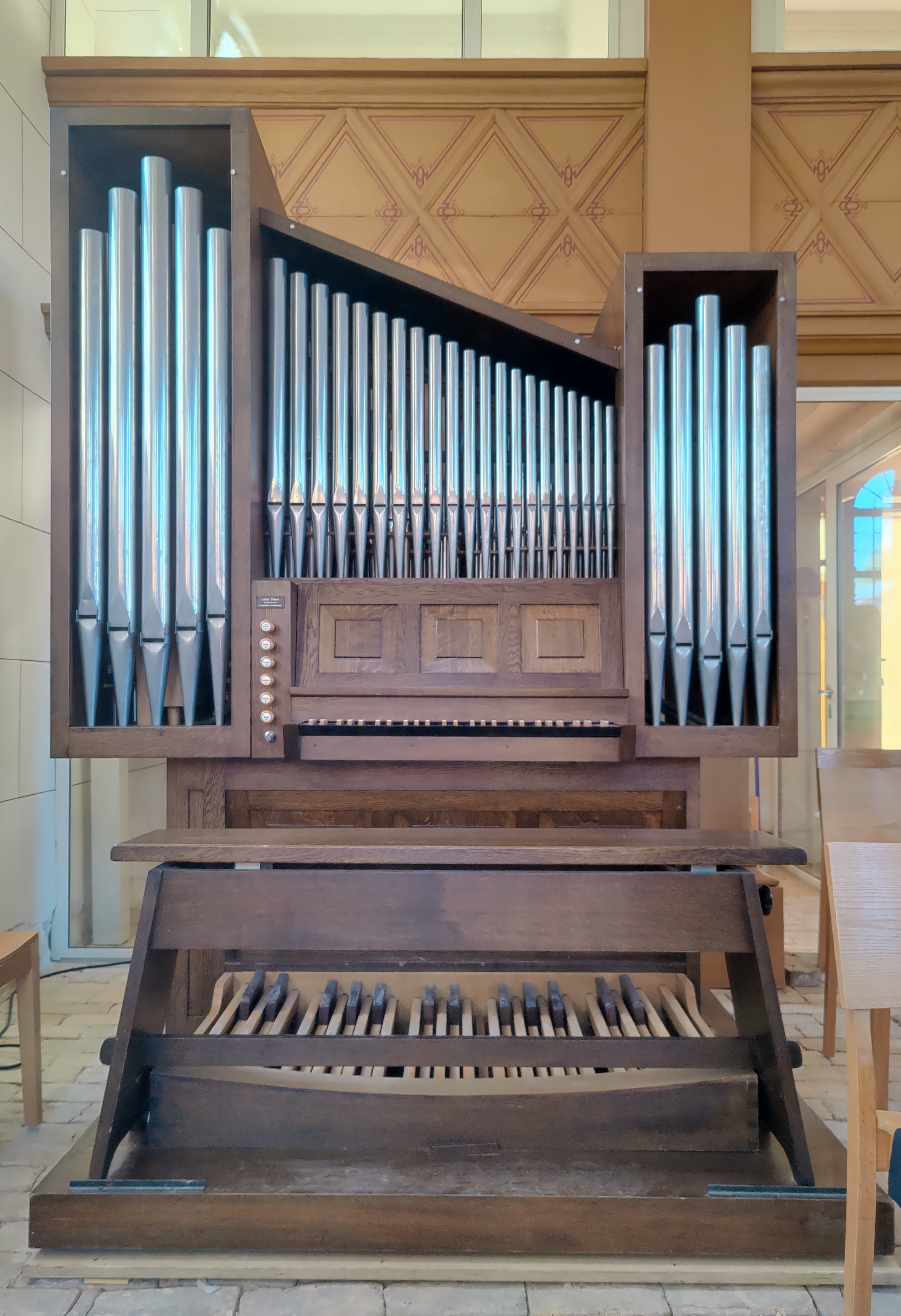
Orgel

Die evangelische Dorfkirche Schäpe ist eine Saalkirche aus dem Jahr 1827. Sie steht im Ortsteil Schäpe der Stadt Beelitz im Landkreis Potsdam-Mittelmark, Land Brandenburg. Die zugehörige Kirchengemeinde gehört zum Pfarrbereich Beelitz im Kirchenkreis Mittelmark-Brandenburg der Evangelischen Kirche Berlin-Brandenburg-schlesische Oberlausitz.

## Geschichte
In den Jahren 1770 und 1771 errichteten die Einwohner des Ortes eine Kirche sowie ein Schulgebäude. Experten vermuten, dass beide Bauwerke auf dem Gelände standen, auf dem sich im 21. Jahrhundert die Häuser mit den Hausnummern 6 und 7 befinden. 1824 schlug ein Blitz in das Bauwerk ein und zerstörte es. Drei Jahre später erbaute die Kirchengemeinde nach Plänen von Karl Friedrich Schinkel einen Nachfolgebau, den sie aus Materialmangel zunächst ohne Kirchturm errichteten – er wurde erst 1864 angefügt. 1921 erhielt er einen neuen Putz. Kampfhandlungen im Zweiten Weltkrieg führten auch an der Kirche zu schweren Schäden, die bis 1950 von der Kirchengemeinde ausgebessert wurden. Dabei erhielt die Kirche auch eine neue Ausmalung des Kirchenschiffs. Im Jahr 2010 gründete sich ein Förderverein Schinkelkirche Schäpe e. V. und begann mit der Sanierung des Bauwerks. In einem ersten Bauabschnitt 2012 wurde für 81.000 Euro der Kirchturm mit dem 1,90 Meter hohen Kreuz saniert. Im Folgejahr konnte der Förderverein das Dach sowie die Fenster instand setzen. 2013 kamen die restaurierten Glocken hinzu, die in einem freistehenden Glockenturm ihren Platz fanden. Sie wurden bei Aufräumarbeiten auf dem Gelände gefunden und zunächst für Blumenkübel gehalten. 2015 und 2016 wurde die Fassade umfassend erneuert. 2019 konnte die aufwendige Komplettsanierung zu Gesamtkosten von ca. 900.000 EUR mit einer Innenrestaurierung 17 Jahre nach Planungsbeginn erfolgreich abgeschlossen werden. Die Kirche soll künftig auch als kommunales Gemeindezentrum genutzt werden.

## Architektur
Das Kirchenschiff ist ein klassizistischer, rechteckiger Saalbau, der mit einem gräulichen Putz versehen wurde. An der Nord- und Südseite platzierten die Baumeister je fünf, an der Ostseite drei weitere große rundbogenförmige Stichbogenfenster. Deren Form wird durch eine breite, nach innen gerichtete Laibung weiter betont. Am östlichen Giebel nahmen sie diese Form in einer verkleinerten Ausführung ebenfalls auf, während der westliche Giebel geschlossen ist. Das Satteldach des Kirchenschiffs ist mit rotem Biberschwanz eingedeckt und an den beiden Giebelspitzen mit einem goldenen Kreuz verziert. Der später angefügte, quadratische Westturm ist durch eine offene Bogenhalle mit dem Kirchenschiff verbunden. In den drei Stockwerken lassen pro Seite je eine schmale, rundbogenförmige Öffnung Tageslicht hinein. Darüber trennt ein doppeltes Gesims die rundbogenförmigen Klangarkaden ab, die von je einer Putzblende eingeschlossen werden. Es folgen ein weiteres Gesims mit einer darüber liegenden Kirchturmuhr und einem achtfach geknickten Turmhelm, der mit schwarzem Schiefer gedeckt ist. Die Spitze ziert eine Kugel mit Kreuz.

## Ausstattung
Die polygonale Kanzel sowie die Hufeisenempore stammen aus der Bauzeit der Kirche. Der Saalbau ist im Inneren flach gedeckt.

## Orgel
Die Orgel von 1886 auf der Empore wurde im Zweiten Weltkrieg zerstört und durch ein Harmonium ersetzt. 2021 konnte eine gebrauchte Orgel aus St. Viktor Xanten erworben werden. Sie wurde 1983 von Lothar Simon erbaut, besitzt sechs Register auf einem Manual und angehängtem Pedal und wurde ebenerdig, zuerst im hinteren Bereich, dann am vorgesehenen Standort im Chor vorne rechts aufgestellt. Die Disposition lautet:
| I Manual C–g3 |       |
| Holzgedeckt   | 8′    |
| Gamba         | 4′    |
| Prinzipal     | 4′    |
| Rohrflöte     | 4′    |
| Waldflöte     | 2′    |
| Quinte        | 1 ⁄3′ |

| Pedal C–f1    |
| - angehängt - |